# 滇菜
滇菜，即云南菜，是云南各地方、各民族风味菜肴的简称，是中国菜中民族特色最丰富的地方菜系，既包括漢族菜，亦包含各世居於此的各少數民族菜。從菜式種類劃分，包括了民间菜、肆市菜、筵席菜、各种风味小吃及斋菜:263。滇菜以烹制山珍、水鲜、蔬菜见长。其口味偏鲜糯酥脆、醇厚重油、酸辣微麻、鲜嫩回甜。烹饪技法上除了炖、卤、汆、炸、蒸、熘之外，还有隔器盐焗、焐、烤、腌、舂。

## 背景
由于云南省地处云贵高原，山脉绵延，河流众多，高原湖泊镶嵌其间，气候适宜，故素有“动植物王国”、“药材花木之乡”的美誉。全省有淡水鱼类366 种、两栖类动物92种、爬行动物143 种、鸟类782种，兽类274种，野生食用菌高达200 多种，而各类野生花果菜蔬更是有百千种，因此，滇菜最显著的特点是长于以野禽、昆虫、食用菌、鲜花、野菜入菜。

## 历史沿革
滇菜的历史最早可追溯至古滇国时期，庄入滇，把楚国的先进技术文化带入滇中:76&263。唐文宗太和三年（830年），南诏攻陷成都，俘虏数万工技到大理，专为宫廷服务，其中就有大量厨师:76。南诏国、大理国时期，云南内外商贸活跃，九爽之中专门设有主管商贾的禾爽，滇菜在这一时期初具雏形，白族乳扇、弓鱼成为贡品:76&263。元征服云南后，赛典赤·瞻思丁任云南省平章政事，实施屯田，奖励农耕，兴修文庙，带来大量中原文化的同时，也带来了北方草原乃至中亚的饮食习惯:263。明代洪武大移民，四五十万中原汉人移民云南，历经半个世纪的发展，汉人数量首次超过了原住民人口，滇菜在这一时期得到了质的发展:75&78。

## 分类
云南自古以来是少数民族的世居地，明以后大量汉族移民涌入，奠定了当今云南的人口结构。因此，滇菜逐渐演变成以汉族菜为主，兼具各少数民族菜的地方菜系。
按地理划分，云南菜一般可分为滇北菜、滇南菜和滇西/滇西南菜：
- 滇北菜：以昭通菜、东川菜、昆明菜[來源請求]为代表。因昭通、东川[註 1]与四川、贵州接壤，其烹调口味受川菜影响较深，但味道不如川菜强烈浓厚，比较纯和清淡，重本味。
- 滇南菜：以汉族菜为主，主要包括玉溪、红河、文山等地的菜肴。滇南一带自明朝大移民以来深受江淮文化影响，故为云南本土汉族菜的发源地。
- 滇西/西南菜：主要包括云南哀牢山以西的地区。这些地方少数民族众多，故菜肴以少数民族菜为主。

另外，穆斯林还有独成一派的云南清真菜。因多以牛肉为主料，当地俗称「牛菜」。

## 云南菜代表菜品[2][4]

### 禽蛋菜
| 汽锅鸡             | 板栗烧童鸡           | 三七根炖乌鸡       |
| 棕包尖炖鸡         | 白油鸡球丝瓜         | 竹荪烩鸡腰         |
| 生炸鹌鹑           | 澜沧江口味鸡（拉祜） | 魔芋豆腐鸡         |
| 宜良烤鸭           | 香芹酥乳鸽           | 竹筒鸡（哈尼）     |
| 雀肉松（哈尼）     | 香茅草烤鸡（傣）     | 番木瓜焖鸡（傣）   |
| 凉拌酸蚂蚁蛋（傣） | 贝母鸡（纳西）       | 普米族醉鸡（普米） |
| 怒族醉鸡（怒）     | 壮家烧鸭（壮）       | 辣血旺（壮）       |
| 岜夯鸡（壮）       | 小刀鸭               |                    |

### 米类制品及小吃
| 过桥米线     | 豆花米线        | 小锅米线      |
| 鳝鱼米线     | 新安蘸水卷粉    | 香竹饭（傣）  |
| 菠萝饭（傣） | 烧饵块（酱粑粑) | 饵丝          |
| 破酥包       | 豆沙粑粑        | 喜洲粑粑      |
| 油炸粑       | 扭糍粑          | 建水烧豆腐    |
| 河口小卷粉   | 冰稀饭          | 石屏豆腐      |
| 荷叶粥       | 三尖角粑粑      | 普洱茶蛋糕    |
| 都督烧卖     | 紫米八宝饭      | 糯米坨        |
| 麻脆（傣）   | 摩登粑粑        | 火夹乳饼(白） |

### 水产类
| 大理砂锅鱼       | 黄焖泥鳅           | 清蒸金线鱼         |
| 锅贴乌鱼         | 青蛙抱玉柱         | 石屏八面煎鱼       |
| 柴把鱼           | 酸笋清汤鱼（景颇） | 卵石鲜鱼汤（布朗） |
| 火灰焖鱼（拉祜） | 太极鳝鱼（蒙古）   | 凉拌田螺           |

### 畜肉类
| 牛肉冷片（回）             | 昆明羊汤锅             | 红河馊菜萝卜汤   |
| 扣肉                       | 大理雕梅扣肉           | 腌菜炒肉         |
| 甜藠头炒肉                 | 夹沙肉                 | 叉烧宣腿         |
| 云腿月饼                   | 竹筒烧肉（哈尼）       | 牛干巴（回）     |
| 火烧干巴（小锤干巴）（傣） | 迤萨小黄牛干巴（哈尼） | 牛撒撇（傣）     |
| 腌酸牛角筋（傣）           | 鸡肉烂饭（佤）         | 柠檬干巴丝（傣） |
| 螃蟹肉剁生（布朗）         | 剁鸡糁（苗）           | 红三剁           |
| 黑三剁                     | 大薄片                 |                  |

### 素菜类
| 鸡豆腐         | 炖臭豆腐                 | 水豆腐           |
| 腌菜煮洋芋     | 腌菜煮蚕豆               | 酥红豆           |
| 水腌菜         | 炒蕨菜                   | 炒/凉拌玉荷花    |
| 金雀花炒鸡蛋   | 油炝莴笋                 | 凉拌柴花（哈尼） |
| 炒扁金刚       | 豆豉炒苦刺花（苗、哈尼） | 舂木瓜（傣）     |
| 凉拌冲菜       | 火镰肉炖羊肚菌           | 酿青头菌         |
| 油鸡枞         | 青椒火腿干巴菌           | 三丝干巴菌       |
| 酿松茸（纳西） | 炒牛肝菌                 | 红烧青头菌       |

### 特色昆虫类
| 油炸蚂蚱（彝） | 油炸蜂蛹 | 蜂蛹酱 |

### 火锅、炊锅
| 昆明老炊锅 | 蒙自老炊锅 | 铜瓢牛肉火锅 |

## 图集

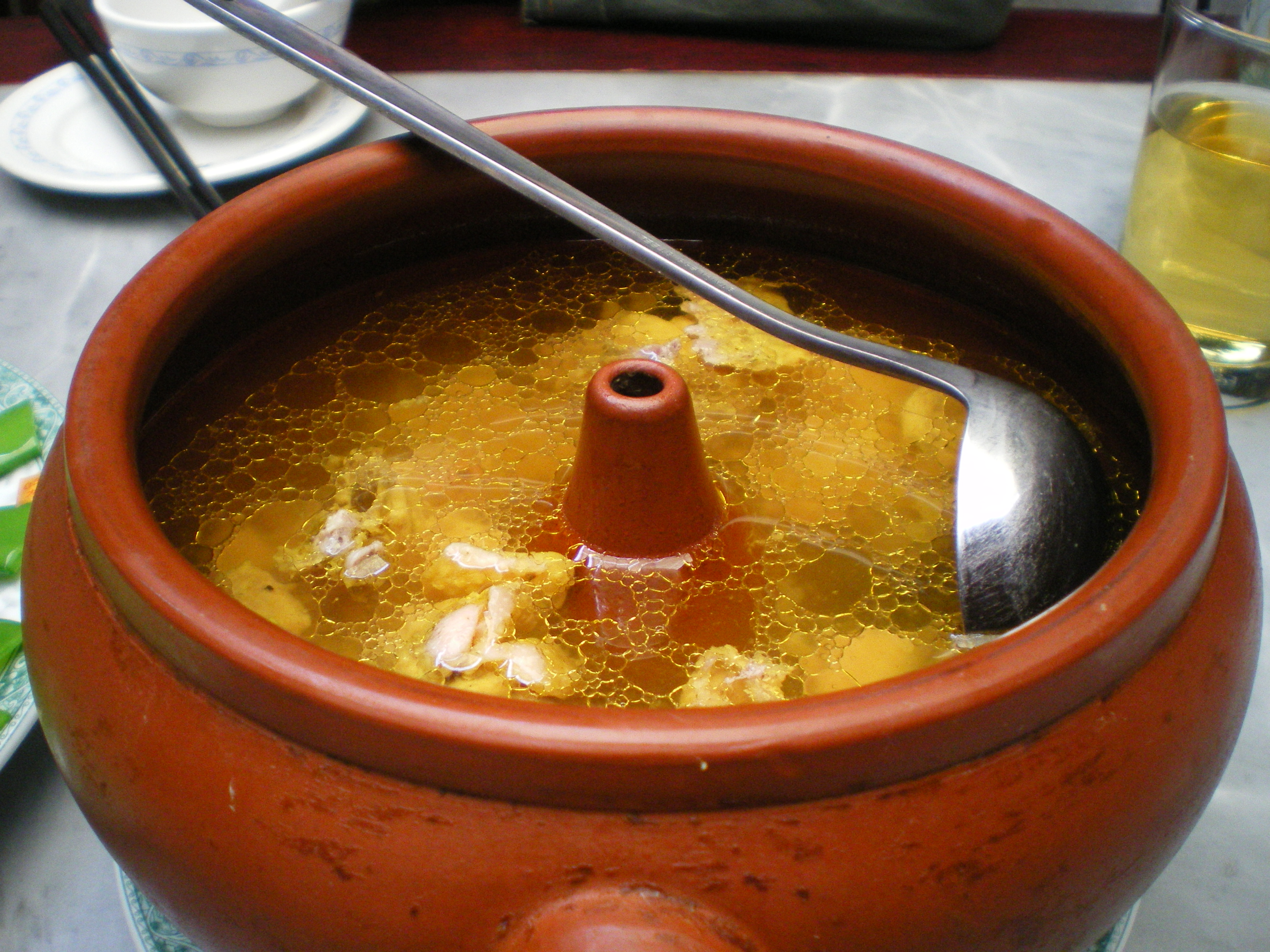
汽锅鸡
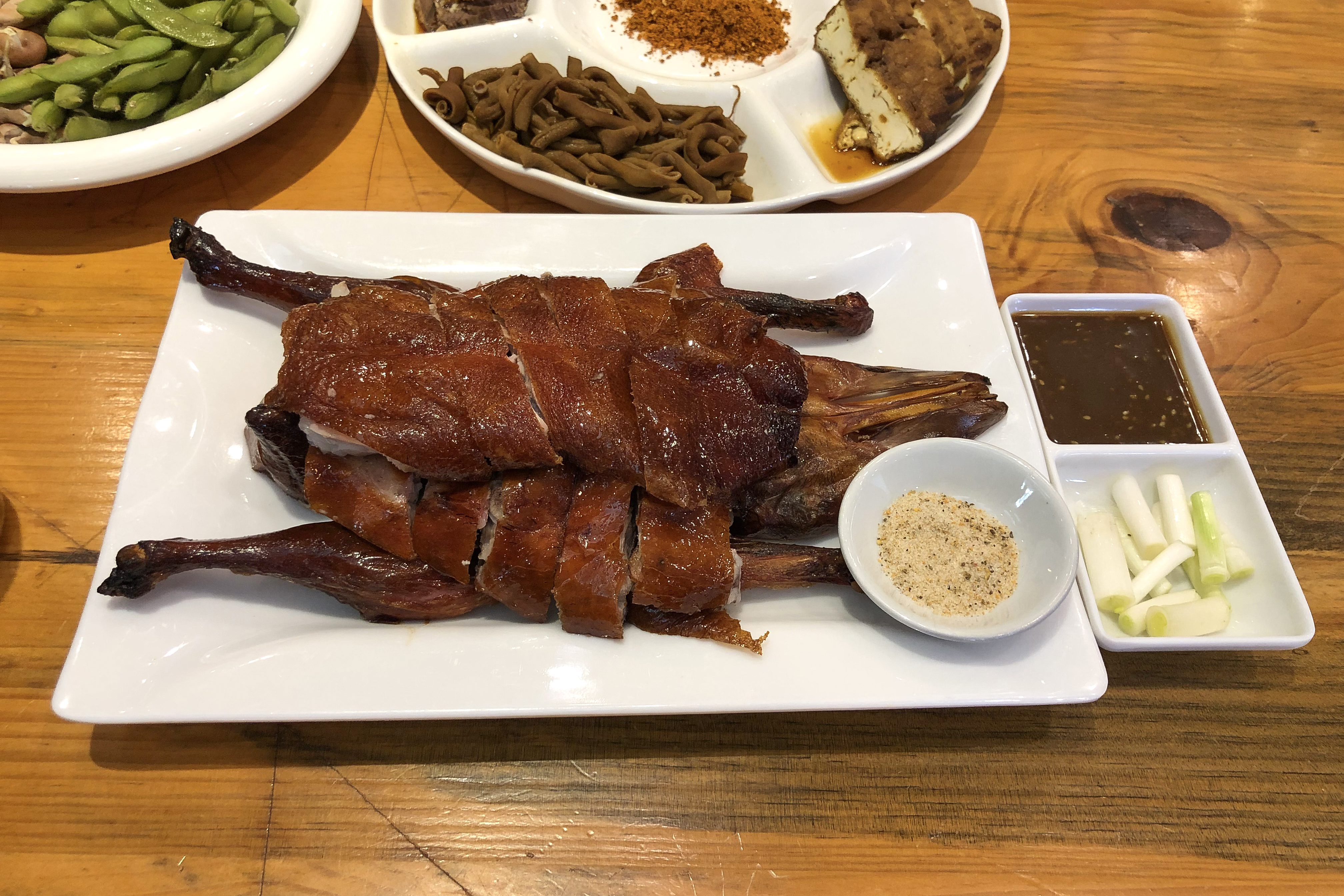
宜良烤鸭
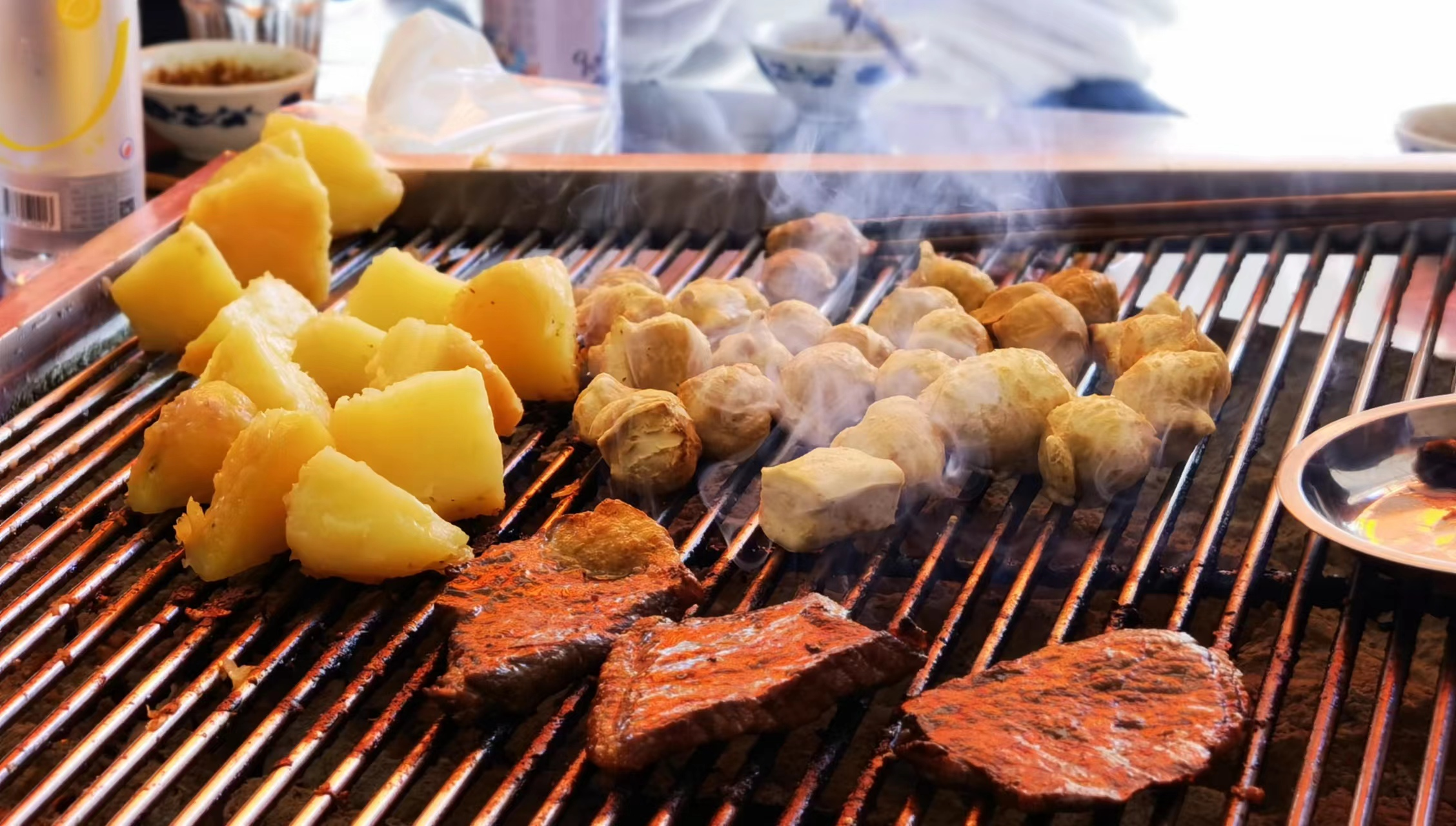
石屏烧豆腐
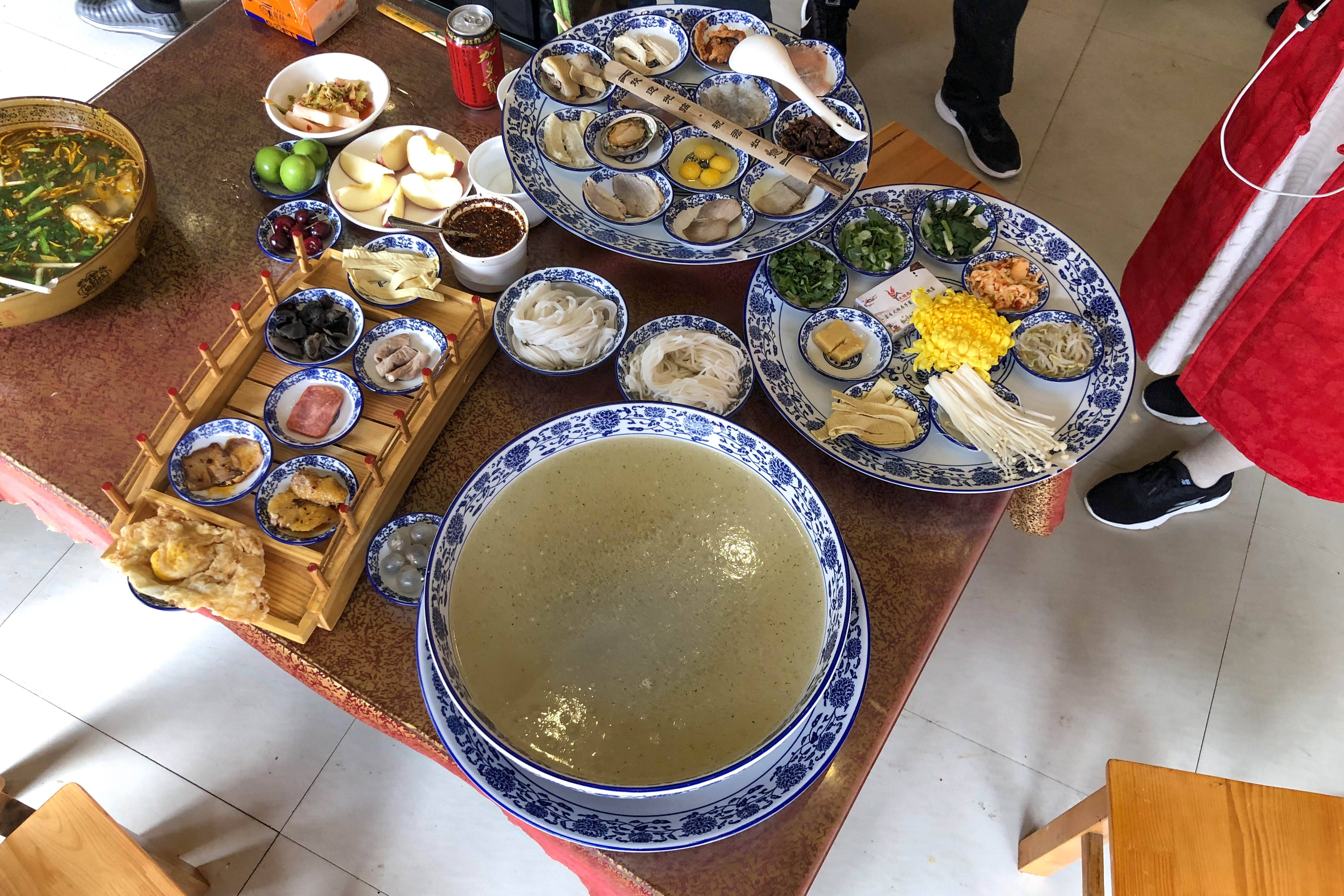
过桥米线
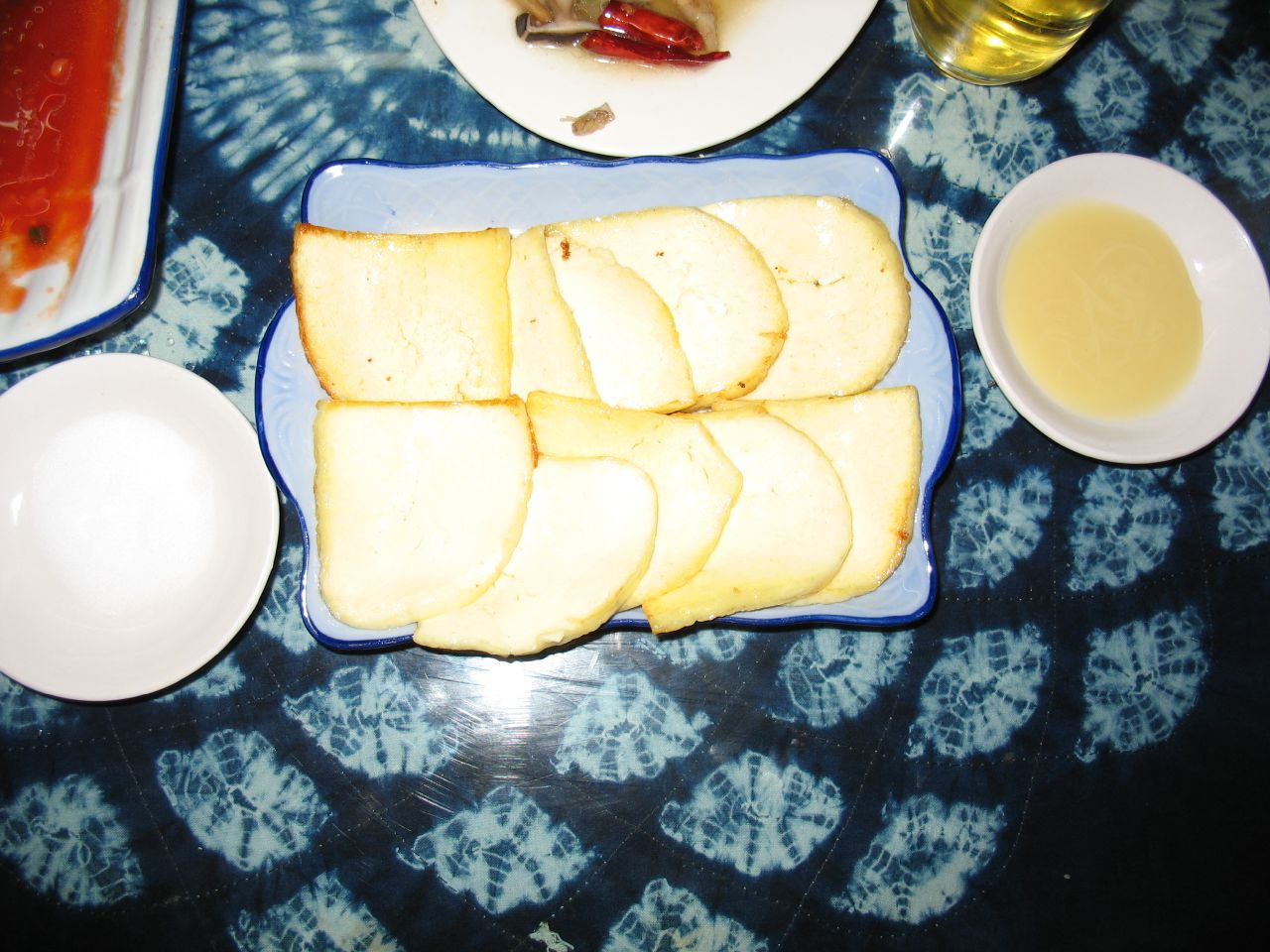
大理乳饼
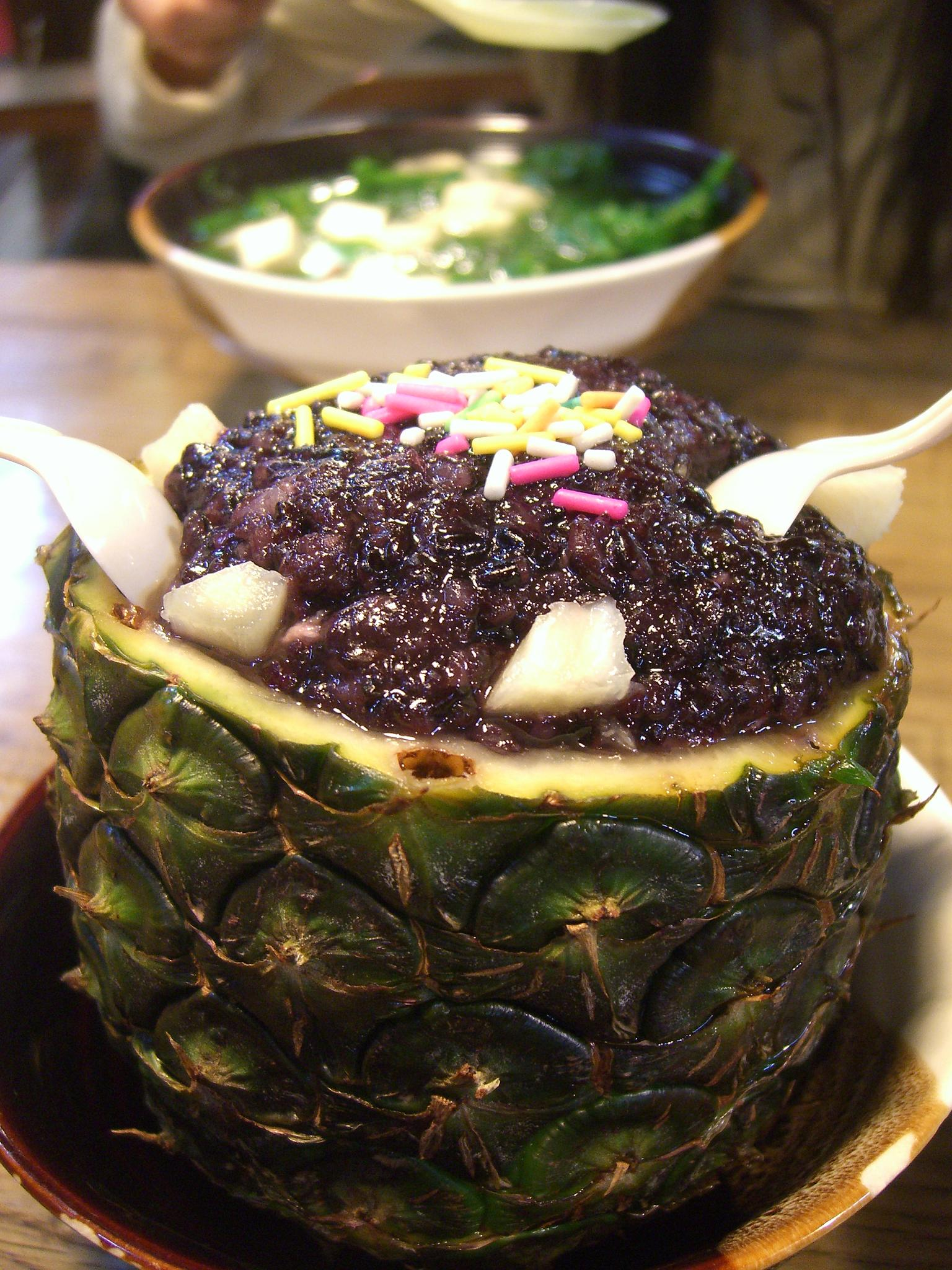
傣式菠萝紫米饭
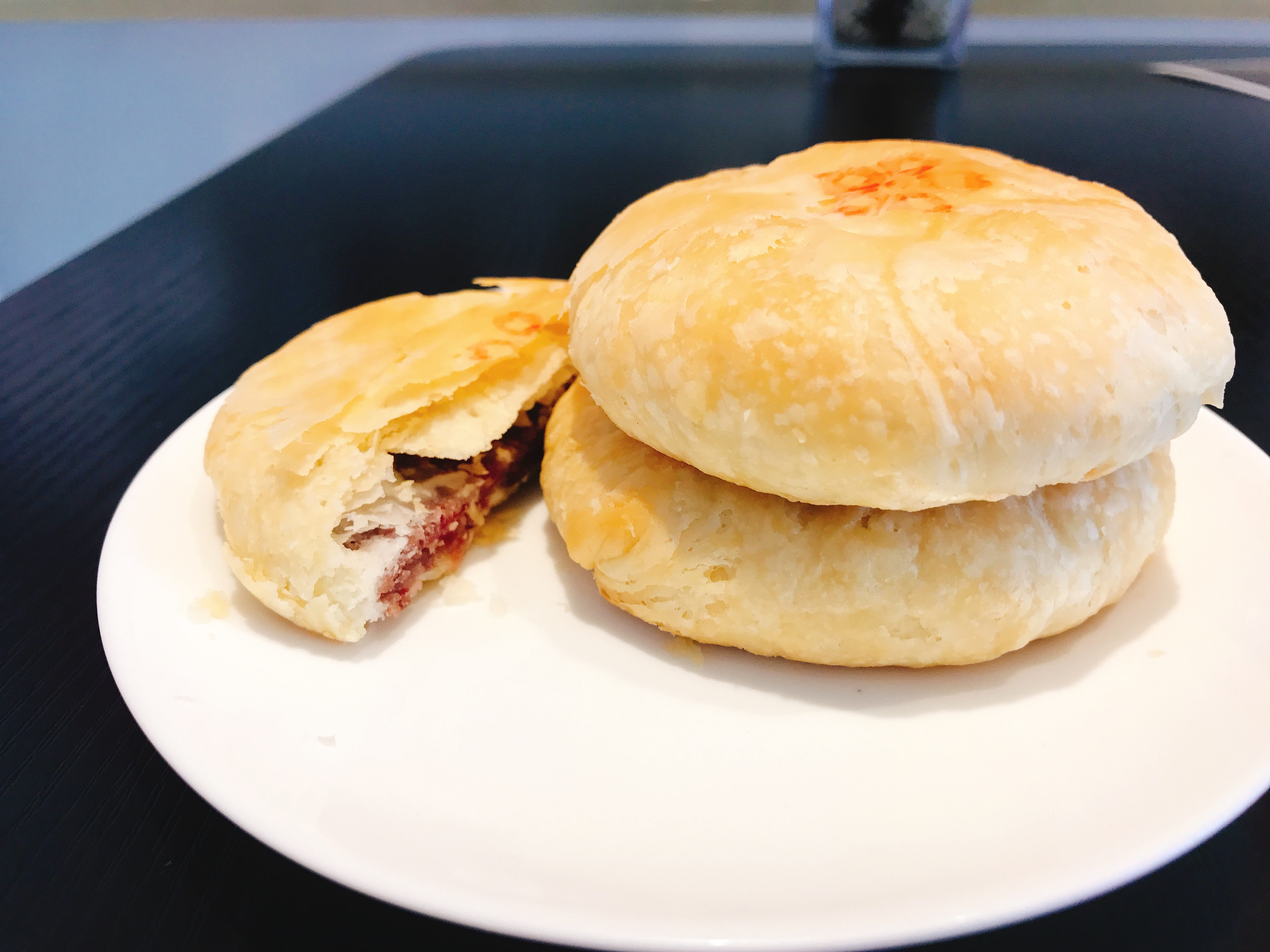
著名滇点鲜花饼